# Essencialisme
L'essencialisme és un concepte que considera que els individus es classifiquen segons l'essència que els fa pertànyer a una classe determinada, un conjunt de trets que no sols el fan existir sinó ser el que és i com és. Per tant, són característiques innates i definitòries, a diferència d'altres qualitats que es puguin adquirir posteriorment o que pertanyin al subjecte en qüestió però no el defineixin, en el sentit que si canvien o desapareixen no s'altera la naturalesa bàsica d'aquell individu, ja que continua essent identificable.
La teoria sol oposar-se al nominalisme i a la noció de construcció social. L'essencialisme té el seu origen en la idea de Plató, una existència suprasensible de la qual participen els objectes contingents del món físic. La noció va ser perfeccionada per Aristòtil en parlar de substàncies (trets essencials) i accidents (qualitats secundàries). Entronca per tant amb l'idealisme filosòfic. A l'edat mitjana va estudiar-se a través del concepte d'haecceitas.
Una qüestió relacionada és si aquests trets essencials són propis del subjecte o només de la classificació que n'efectua el ser humà, és a dir, que pertanyen al domini del llenguatge, com a conjunt de característiques comunes dels membres d'un conjunt.

## Tipus d'essencialisme
L'essencialisme s'ha aplicat a nombrosos camps de la ciència.
En biologia l'essencialisme és una concepció segons la qual diverses espècies animals i vegetals difereixen entre si per essència, cosa que implica el reconeixement de discontinuïtats en la natura. Aquesta concepció s'oposa al nominalisme, segons el qual només hi ha individus i les poblacions d'individus, considerant que les categories són només unes abstraccions construïdes per l'ésser humà al si d'un vast continu de formes de la natura.
Pel que fa a les ciències socials, existeix un essencialisme que lliga cada individu a una classe. Així, l'essencialisme de gènere postula que els homes i les dones són intrínsecament diferents, marcats pel seu sexe en néixer i que això fa que pensin i es comportin de manera diferent. Igualment, s'ha esgrimit un essencialisme de raça per atribuir diferents trets segons l'origen ètnic, una concepció lligada al racisme científic.
Aquestes classificacions poden estendre's a cultures senceres. En els corrents historiogràfics essencialistes, molt desenvolupats durant el romanticisme, s'afirma que existeix una manera genuïna de ser,i per tant per exemple es pot parlar d'una "ànima alemanya" que agrupa la seva cosmovisió i costums al llarg del temps. Els estereotips nacionals sovint provenen d'aquestes teories. Es parla de primordialisme si es lliga l'essencialisme a la gènesi de la nació.
En psicologia es fa ressò del debat entre natura i cultura: quins trets de la ment de cadascú són heretats i biològics i quins fruit de l'ambient i l'educació? La sociobiologia intenta respondre a aquesta pregunta atorgant diferents parts d'influència a cada vessant. L'innatisme ho aplica a les idees amb les que suposadament neix una persona, en oposició al coneixement que després adquireix al llarg de la seva vida. En canvi les teories de la personalitat de trets afirmen que hom posseeix una sèrie de tendències naturals, pròpies, de maneres de ser i comportar-se i que la socialització només les modela, accentuant o apaivagant les manifestacions d'aquestes tendències. Per exemple, hi haurà persones naturalment més agressives o més introvertides i segons l'entorn on s'eduquin mostraran més o menys aquests trets en relació als altres.